# Centre Mèdic de Galilea
El Centre Mèdic de Galilea (en hebreu: המרכז הרפואי לגליל) (en anglès: Galilee Medical Center) és un hospital situat a la ciutat costanera de Nahariya i és el segon hospital més gran en el nord d'Israel (després de l'Hospital Rambam de Haifa). Va ser establert en 1956.

## Ubicació
L'hospital es troba als afores de Nahariya, a 3 quilòmetres del centre de la ciutat, i serveix a mig milió de residents de l'oest de Galilea, des de Karmiel fins a la costa.
El centre es troba molt prop de la frontera nord d'Israel amb el Líban, la principal àrea d'especialització de l'hospital és el trauma: soldats de les FDI, civils israelians, personal de les Nacions Unides i civils dels països àrabs veïns.

## Història
Des del seu modest començament com un petit hospital de maternitat, el centre mèdic de Galilea s'ha convertit en una instal·lació amb 722 llits. La sala d'emergències rep al voltant de 400 persones al dia i el nombre d'hospitalitzacions és d'aproximadament 60.000 per any.
Uns 420 metges practiquen en aquest hospital del govern, mentre que el nombre total d'empleats és d'aproximadament 2.200 persones. El personal de l'hospital és un reflex de la demografia multiétnica de la Galilea occidental, formada per jueus, musulmans, cristians, drusos i uns altres. En 2007, l'hospital de Galilea va ser el primer a designar a un àrab israelià, el Dr. Masad Barhoum, com el seu director.
Abans de l'any 2000, aproximadament un terç dels pacients en el departament d'oftalmologia eren ciutadans libanesos que van travessar la frontera i van rebre tractament mèdic.
En l'estiu de 2006, durant la Guerra del Líban de 2006, l'hospital va manejar la major quantitat de víctimes a Israel. Durant la guerra d'un mes, uns 1.800 civils i 300 soldats de les FDI van ser transportats allí.
Durant aquest temps, l'hospital va rebre un impacte directe que va destruir una paret exterior i vuit habitacions. Des de llavors, l'hospital ha construït una sala d'emergències subterrània, finançada en part per donants a l'estranger.
Des del començament de la Guerra civil siriana en 2013, el Centre Mèdic de Galilea ha atès a més de 1.600 víctimes d'aquest conflicte, per la qual cosa és una de les principals institucions a Israel amb experiència en el tractament de lesions de guerra complexes.